# Basílica de San Cuniberto (Colonia)
La basílica de San Cuniberto (en Alemán: Basilika St. Kunibert) Es un templo católico que destaca como la última de las doce iglesias románicas que se construyeron en Colonia en Alemania. Fue consagrada en el 1247, un año antes de que comenzaran los trabajos sobre la catedral gótica de Colonia.
Una pequeña iglesia situada en un cementerio al norte de la ciudad romana fue fundada o renovada por Cuniberto, noveno obispo de Colonia. Cuniberto también fue enterrado allí. Después de 690, los dos mártires Ewald también fueron enterrados en la iglesia.
Entre 1210 y 1215 comenzó la erección del actual edificio. El coro fue terminado 1226 y la iglesia consagrada en 1247. Hasta 1261 un transepto y una torre fueron agregados al oeste.
Fue declarada basílica menor en 1998 por el entonces papa Juan Pablo II. [cita requerida]

## Galería de imágenes

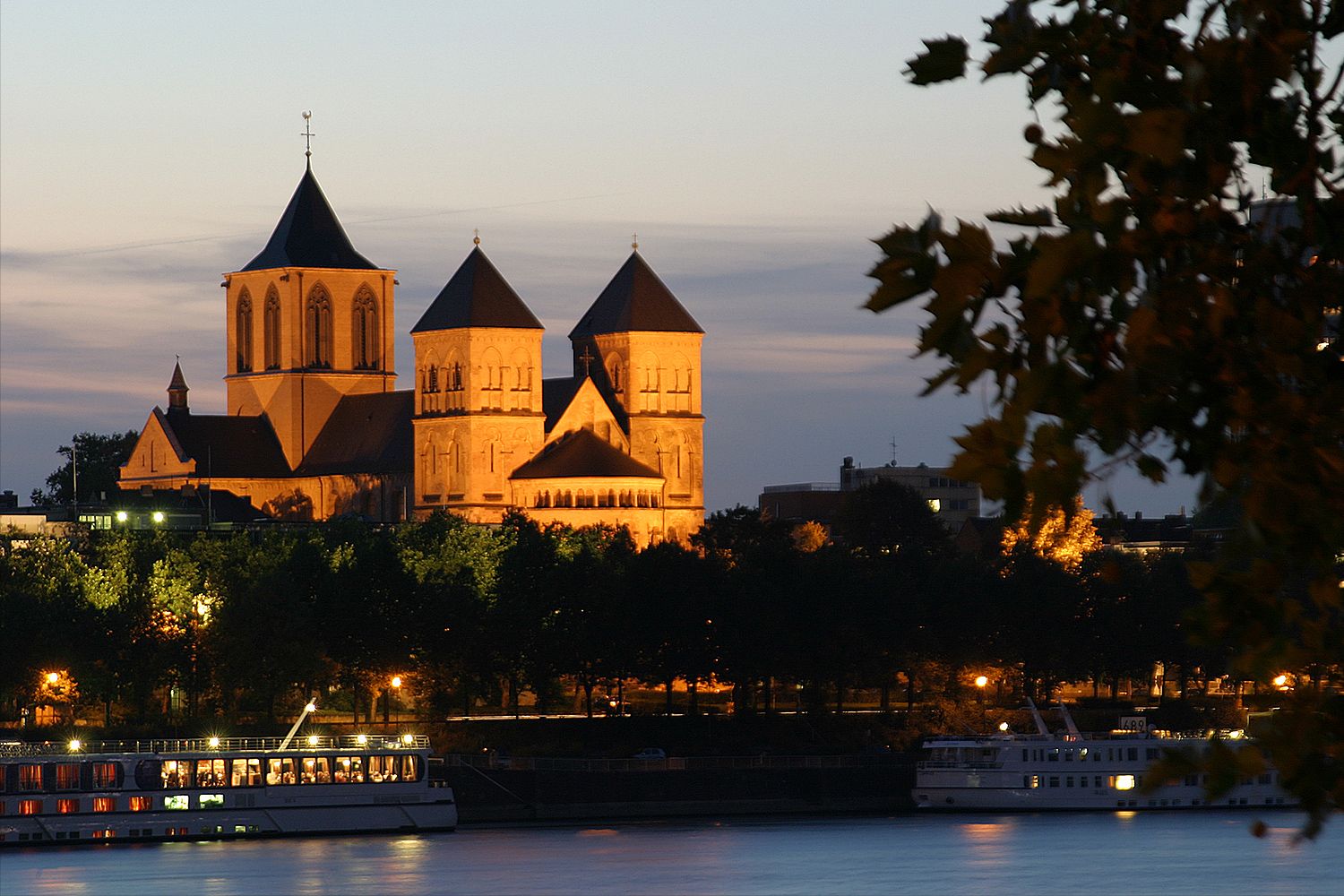
Vista de la Basílica desde le Rin
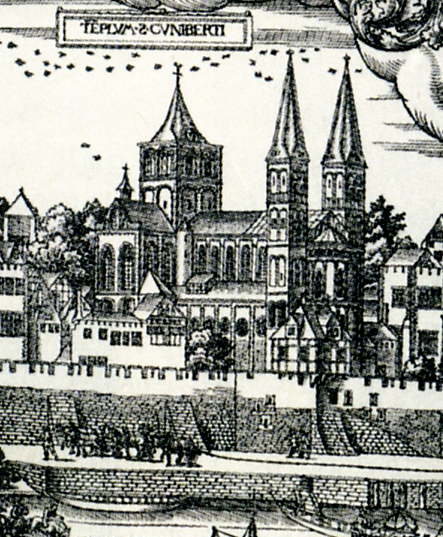
Detalle con la Basílica , 1531-57, grabado en madera  "Grandes vues de Cologne"
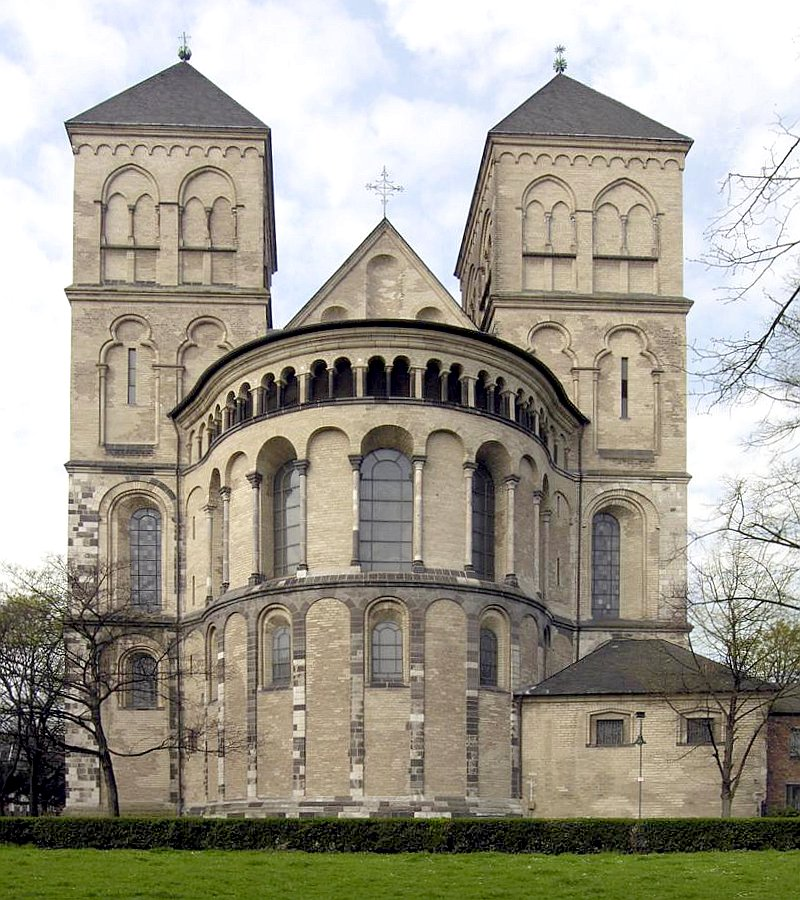
Coro y torres Este

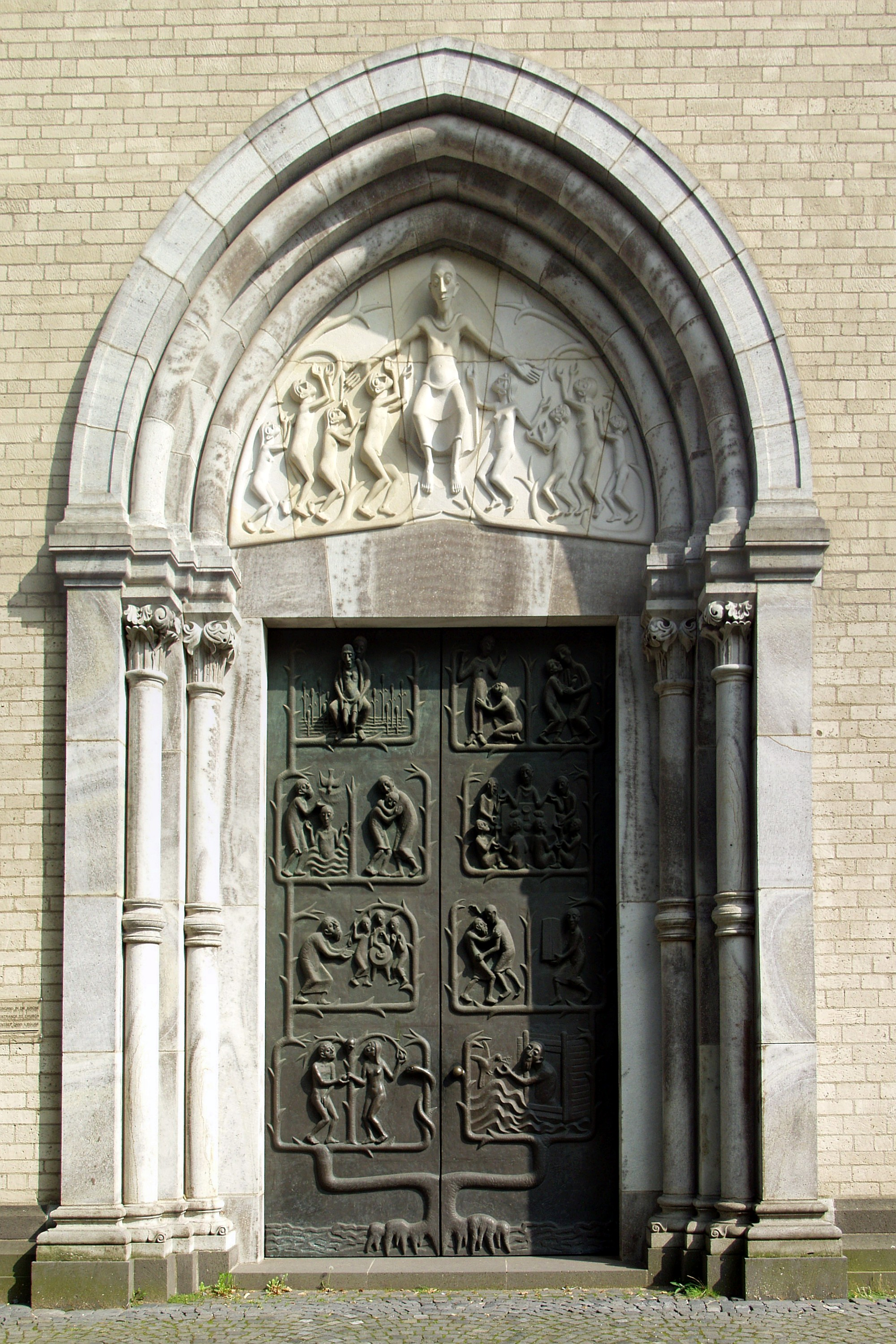
Portal oeste, por Toni Zenz
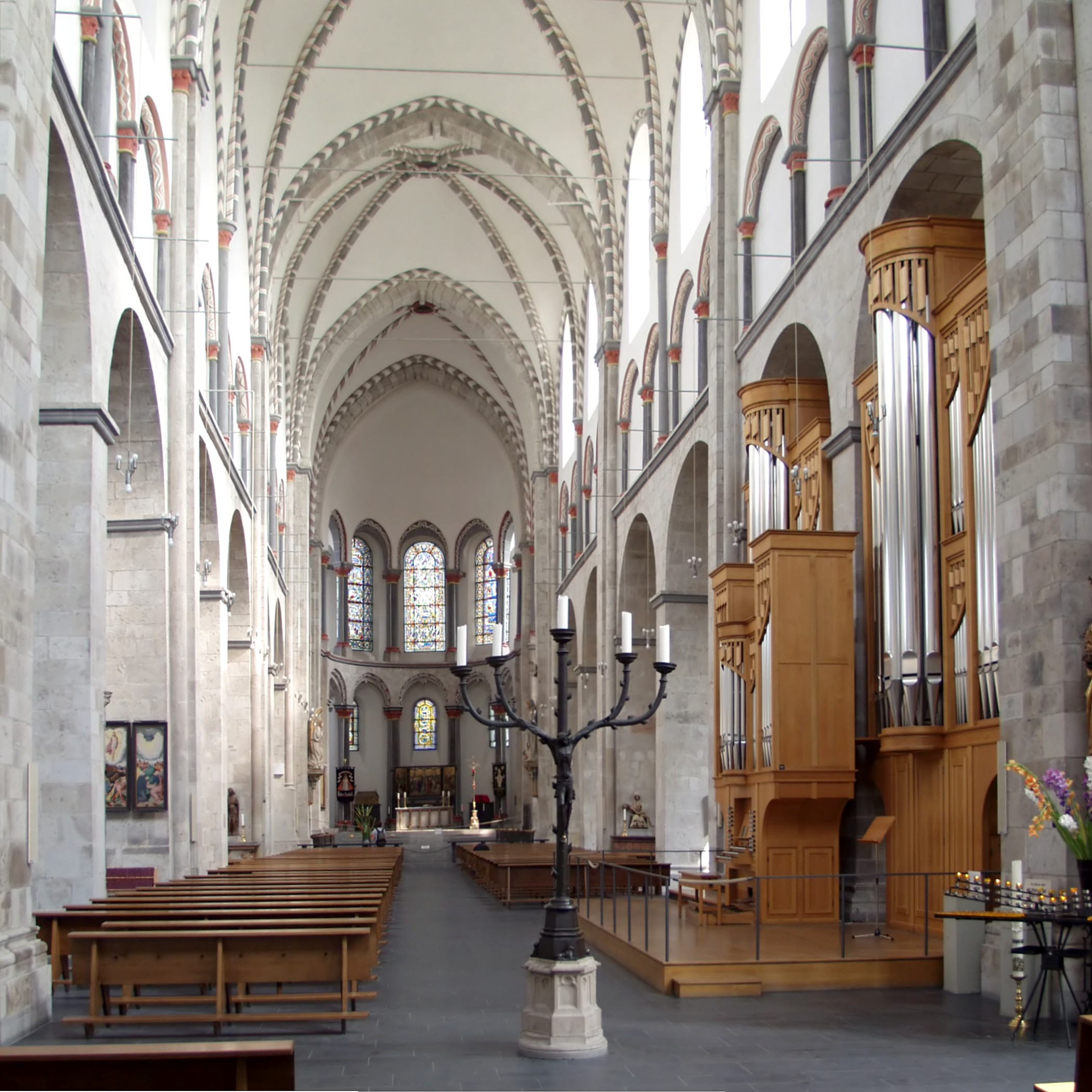
La nave mirando a la entrada
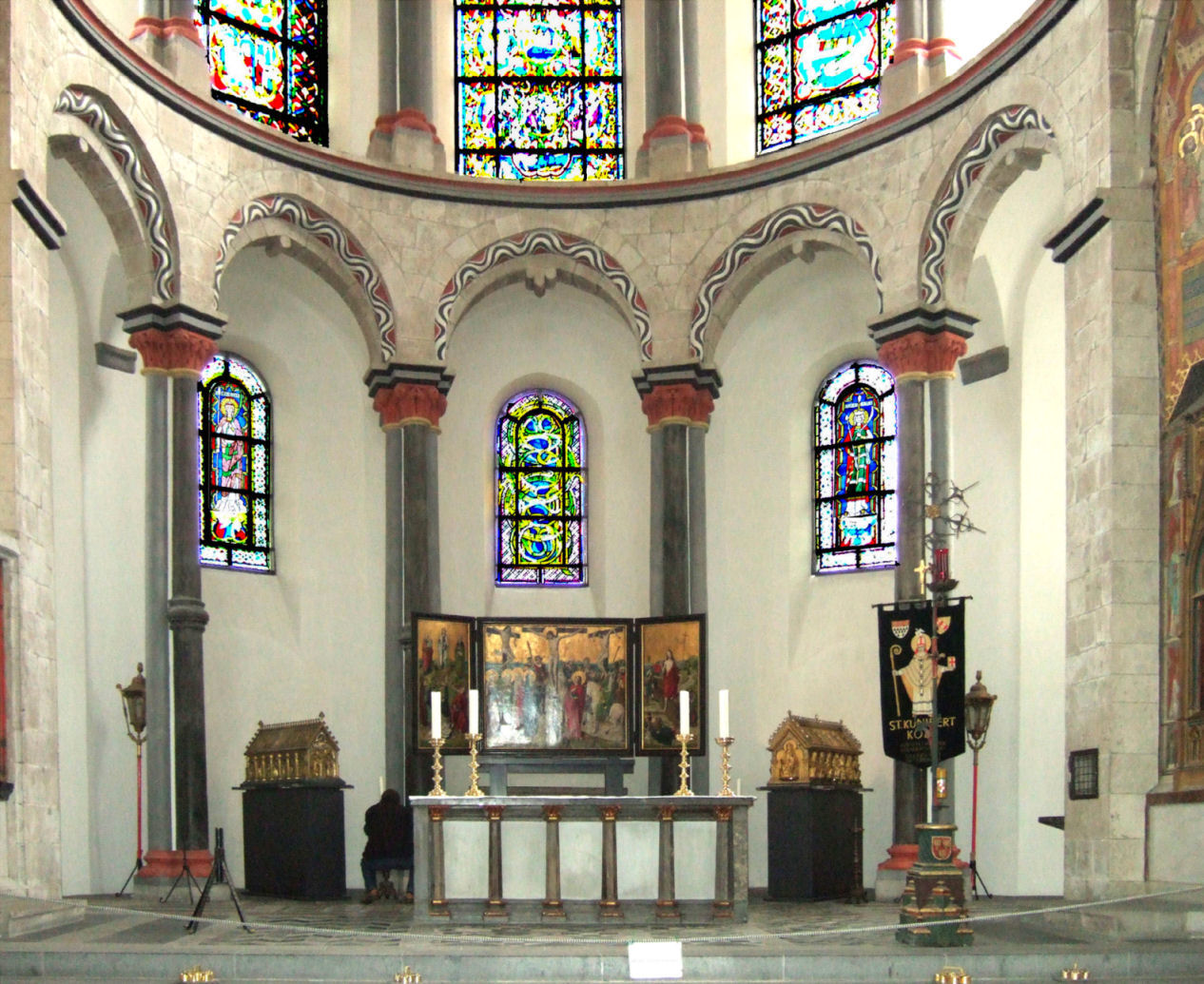
Altar mayor
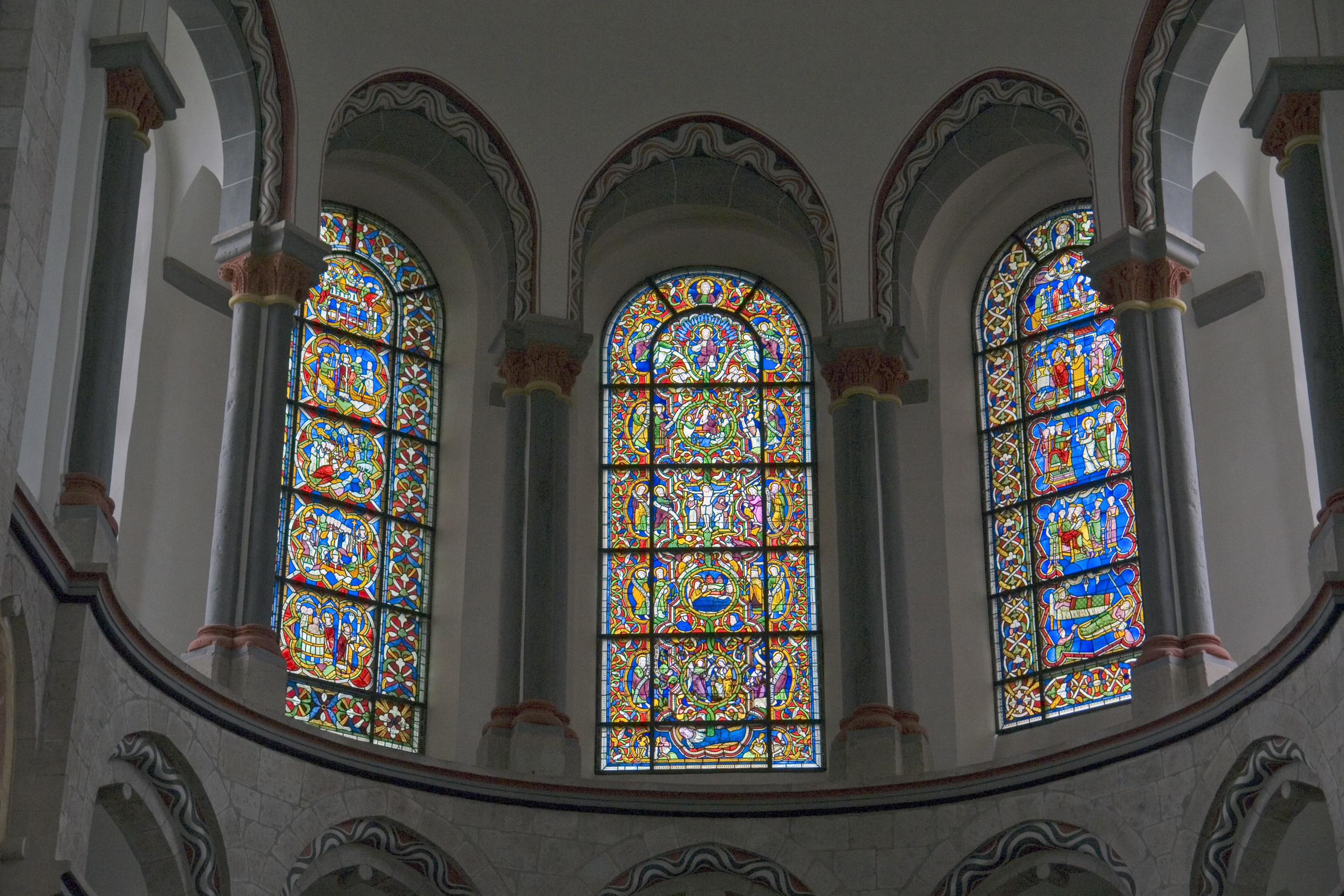
Vitrales del coro

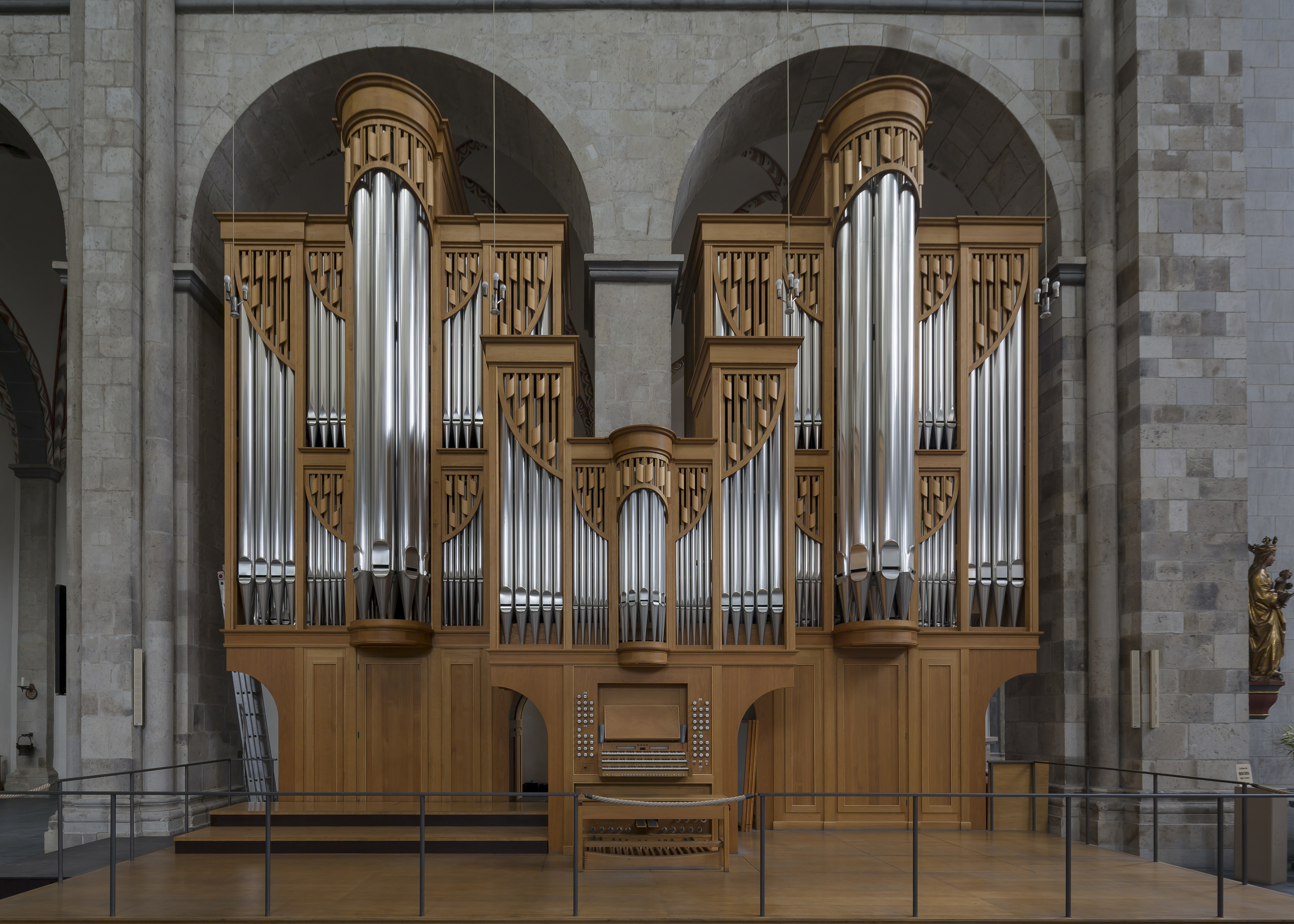
Órgano de la Basílica
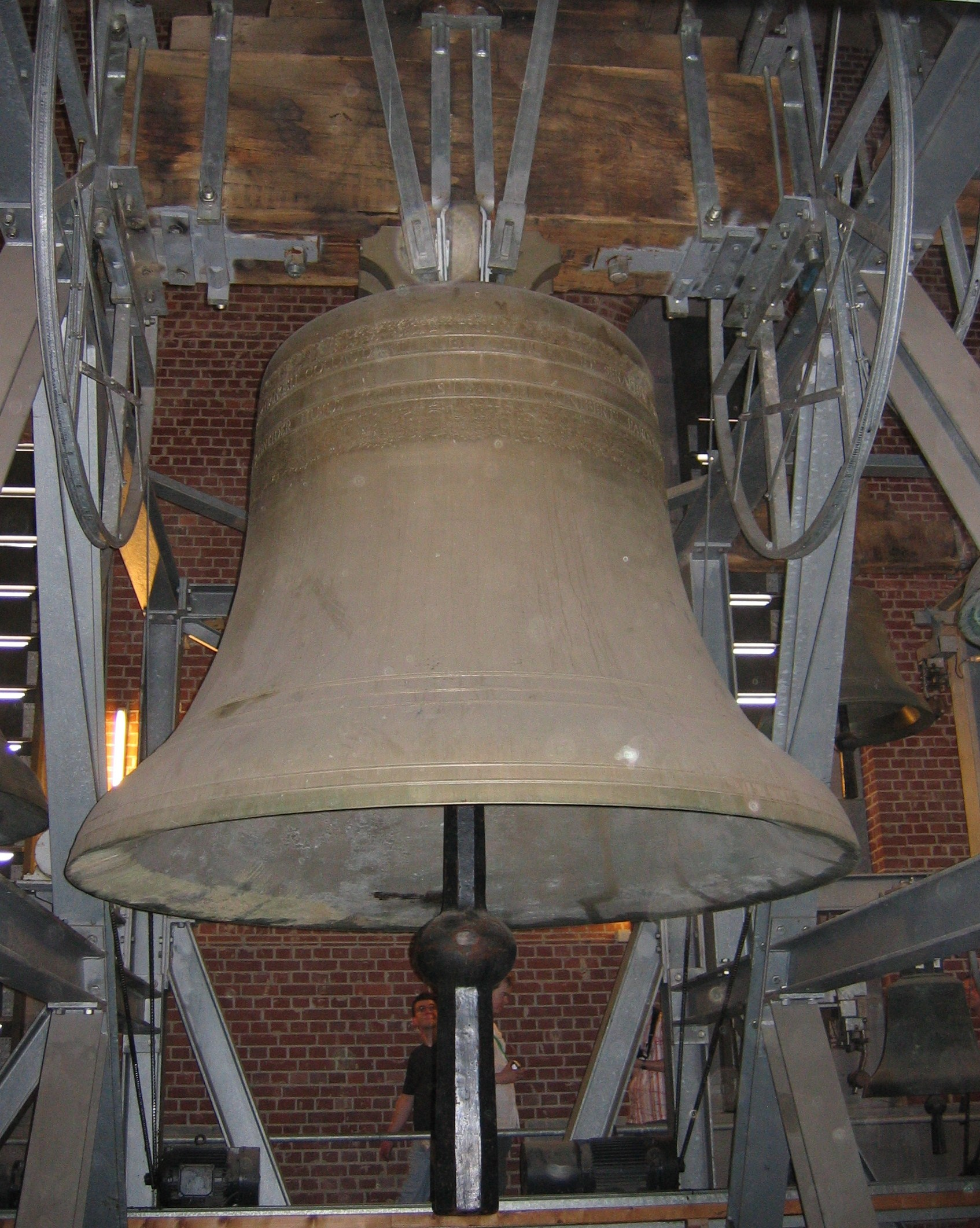
Bourdon
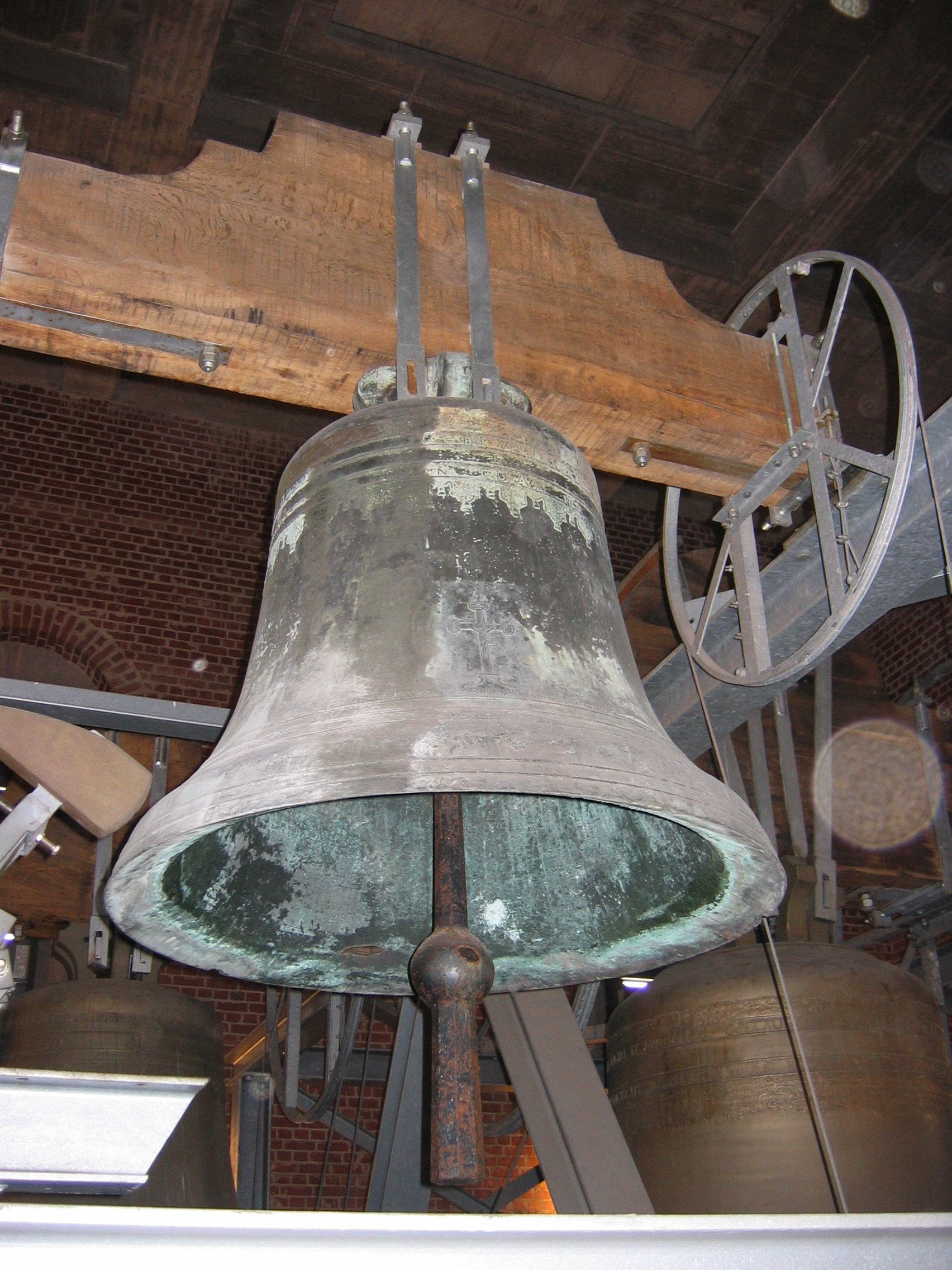
Clemensglockede 1773